# Кримський центр ділового та культурного співробітництва «Український дім»
Кримський центр ділового та культурного співробітництва «Український дім» (КЦДКС «Український дім») — українська громадська організація з Криму.
Організація заснована 17 березня 2011 року в м. Бахчисарай (Автономна Республіка Крим, Україна).
Після окупації Кримського півострова Російською Федерацією в 2014 році перемістилася і діє в м. Києві.
Основна мета діяльності — сприяння задоволенню та захисту духовних, законних, соціальних, економічних, творчих, вікових, національно-культурних, спортивних та інших спільних інтересів членів організації.

## Місія організації
- Деокупація та реінтеграція тимчасово окупованого Криму.
- Утвердження та розвиток демократичних засадничих прав та свобод в Українському Криму — невід'ємній частині території України

## Основні цілі
- розширення інформаційного україномовного простору України
- зміцнення та розвиток кримських незалежних громадських інституцій

## Основні напрями діяльності
- українська освіта для кримчан;
- розвиток українських кримських ЗМІ;
- видавництво книг та друкованих періодичних видань;
- розвиток української мови серед кримчан;
- інформаційна реінтеграція тимчасово окупованих територій АР Крим та м. Севастополь.

## Нещодавні проєкти
- Створення та підтримка інформаційного ресурсу «Голос Криму [Архівовано 17 жовтня 2021 у Wayback Machine.]», з 2015 р.
- Створення та підтримка інформаційного ресурсу «Голос Криму. Культура [Архівовано 17 жовтня 2021 у Wayback Machine.]», з 2018 р.
- Інформаційна підтримка Крайової Ради Українців Криму, з 2020 р.
- Участь у експертній мережі Кримської платформи, з 2021 р.

## Видання КЦДКС «Український дім»
- «Альманах „Гроно“ — суспільний проект кримчан для України», 2018 р.[1] [2]
- «Пам'ятки Криму — сучасний стан культурної спадщини України», 2019 р.[3] [4]